# Christina Geiger
Christina Geiger (Oberstdorf, 6 februari 1990) is een Duitse alpineskiester. Ze nam driemaal deel aan de Olympische Winterspelen, maar behaalde geen medaille.

## Carrière
Geiger maakte haar wereldbekerdebuut in december 2008 tijdens de slalom in Semmering. Ze stond eenmaal op het podium van een wereldbekerwedstrijd: op 29 december 2010 eindigde ze derde in de slalom van Semmering.
Geiger nam in 2010 deel aan de Olympische Winterspelen.  Op de slalom eindigde ze op de 14e plaats. 

## Resultaten

### Olympische Spelen
| Jaar | Plaats      | Resultaten  |
| ---- | ----------- | ----------- |
| 2010 | Vancouver   | 14e Slalom  |
| 2014 | Sotsji      | DSQ1 Slalom |
| 2018 | Pyeongchang | DNF2 Slalom |

### Wereldkampioenschappen
| Jaar | Plaats                 | Resultaten                     |
| ---- | ---------------------- | ------------------------------ |
| 2011 | Garmisch-Partenkirchen | DSQ1 Slalom                    |
| 2013 | Schladming             | DNF1 Slalom                    |
| 2017 | Sankt Moritz           | DNF1 Slalom                    |
| 2019 | Åre                    | DNF2 Slalom 4e Landenwedstrijd |

### Wereldbeker

#### Eindklasseringen
| Seizoen   | Algm | SL  |
| --------- | ---- | --- |
| 2008/2009 | 98e  | 37e |
| 2009/2010 | 39e  | 10e |
| 2010/2011 | 50e  | 17e |
| 2011/2012 | 44e  | 16e |
| 2012/2013 | 53e  | 20e |
| 2013/2014 | 57e  | 20e |
| 2014/2015 | 83e  | 35e |
| 2015/2016 | 65e  | 21e |
| 2016/2017 | 48e  | 14e |
| 2017/2018 | 44e  | 16e |